# Zilverfazant

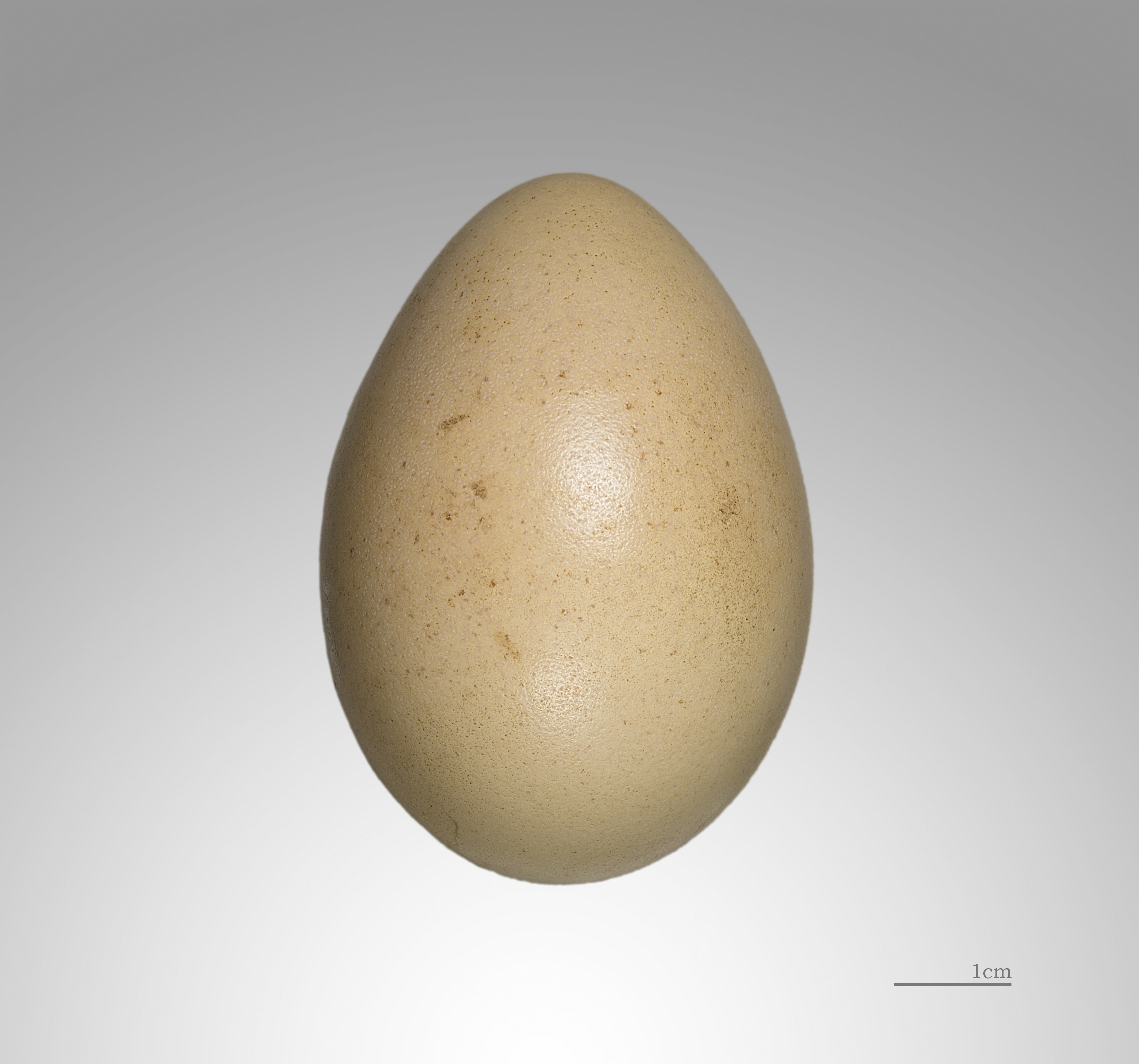

De zilverfazant (Lophura nycthemera) is een vogel uit de familie van de fazanten (Phasianidae).

## Kenmerken
Het verenkleed van het mannetje is bont getekend met een zilverwitte rug en vleugels, een blauwe kuif en een rood gezicht. Verder heeft de vogel talloze oogvormige vlekken op de staart- en vleugelveren. De keel, borst en de onderzijde is zwart met een blauwe glans.

## Leefwijze
Om het vrouwtje te lokken voert het mannetje een ingewikkelde dans uit op een speciaal plekje dat hij voor dat doel vrij van dorre bladeren en ander afval heeft gemaakt.

## Voortplanting
Het vrouwtje legt twaalf geelbruine eieren, die ze ongeveer 25-26 dagen bebroedt.

## Verspreiding en leefgebied
De zilverfazant is een hoenderachtige vogel die voorkomt in bosrijke gebieden op Borneo, Malakka, zuidwestelijk Cambodja, zuidwestelijk China, Hainan, noordelijk Laos, zuidoostelijk Thailand en zuidelijk Vietnam.
De soort telt vijftien ondersoorten:
- L. n. omeiensis: centraal en zuidelijk Sichuan.
- L. n. rongjiangensis: zuidoostelijk Guizhou.
- L. n. nycthemera: Guangxi en Guangdong en noordoostelijk Vietnam.
- L. n. fokiensis: noordwestelijk Fokien.
- L. n. whiteheadi: Hainan.
- L. n. occidentalis: noordwestelijk Hunnan en noordoostelijk Myanmar.
- L. n. rufipes: zuidwestelijk Hunnan en het noordelijke deel van Centraal-Myanmar.
- L. n. jonesi: van oostelijk Myanmar tot zuidelijk China en noordelijk Thailand.
- L. n. ripponi: het oostelijke deel van Centraal-Myanmar.
- L. n. beaulieui: zuidwestelijk Yunnan, noordelijk Laos en noordwestelijk Vietnam.
- L. n. berliozi: het noordelijke deel van Centraal-Vietnam.
- L. n. beli: het westelijke deel van Centraal-Vietnam.
- L. n. annamensis: het zuidelijke deel van Centraal-Vietnam.
- L. n. lewisi: zuidwestelijk Cambodja en zuidoostelijk Thailand.
- L. n. engelbachi: zuidelijk Laos.